# 左铁镛
左铁镛（1936年09月3日—），男，北京人，中国材料学专家，中国工程院院士。

## 生平
1958年，毕业于东北大学。
1958年至1991年，在中南工业大学历任教授、博导并任副校长。
1991年至1996年，任国家教委科技司司长。
1996年至2004年，任北京工业大学校长。

## 社会兼职
1996年至2006年，任中国科学技术协会副主席。2001年6月，中国科学技术协会第六次全国代表大会召开，并选举其出任第六届全国委员会副主席。

## 荣誉
1995年，当选中国工程院院士。